# Maximiliano Silvera
Maximiliano Joaquín Silvera Cabo, mais conhecido como Maximiliano Silvera ou simplesmente Maxi Silvera (Pando, 5 de setembro de 1997), é um futebolista uruguaio que atua como centroavante. Atualmente joga pelo Peñarol.

## Carreira

### Antecedentes
Maximiliano Silvera teve uma passagem pelas categorias de base do Estrella de Oro e do Peñarol, depois foi para as categorias de base do Danubio, onde deixou o clube porque não estava sendo pago pelas despesas de viagem. No ano de 2014, foi para as categorias de base do Cerrito.

### Cerrito
No ano de 2015, Maximiliano Silvera foi promovido a equipe profissional do Cerrito. Fez sua estreia no dia 21 de março, em uma derrota em casa por 4–2 para o Villa Española, pela Segunda Divisão Uruguaia de 2014–15. Ele disputou apenas mais uma partida pela equipe na temporada, quando sofreu o rebaixamento para a Terceira Divisão Uruguaia.[carece de fontes?]
Silvera marcou seu primeiro gol como jogador profissional em 7 de novembro de 2015, marcando o segundo gol de seu time na vitória fora de casa por 3–2 sobre Basáñez. Ele marcou mais três vezes na temporada, onde sua equipe foi campeã da Terceira Divisão Uruguaia de 2015–16 e retornou para a Segunda Divisão Uruguaia.[carece de fontes?]
Silvera foi fundamental na promoção do Cerrito para a Primeira Divisão de 2021 após vencer a Segunda Divisão de 2020 pelo clube. Com 11 gols, foi o artilheiro do campeonato e eleito o melhor jogador.
Silvera fez sua estreia na primeira divisão em 16 de maio de 2021, começando como titular e marcando o primeiro gol na vitória em casa por 3–1 sobre o River Plate de Montevidéu. No dia 17 de junho, ele marcou um hat-trick na vitória fora de casa sobre o Fénix por 3–1. No Campeonato Uruguaio de 2021, foi o artilheiro da competição com 21 gols e três assistências em 30 jogos, também foi eleito o melhor atacante e melhor jogador da competição pelo jornal El Observador.

### Juárez
Em 3 de fevereiro de 2022, Maximiliano Silvera foi anunciado como novo jogador do Juárez, por um contrato de empréstimo de uma temporada. Ele fez sua estreia pelo clube no dia 9 de fevereiro, começando como titular em uma derrota em casa por 3–1 para o Chivas Guadalajara.
Em novembro de 2022, após não conseguir marcar nenhum gol pelo clube, Maximiliano Silvera deixou o Juárez.

### Necaxa
No dia 3 de janeiro de 2023, foi anunciada a contratação de Maximiliano Silvera pelo Club Necaxa, por um contrato de empréstimo até o fim do ano. Ele marcou seu primeiro gol no futebol mexicano em 11 de fevereiro, marcando o único gol de seu time na derrota fora de casa por 2–1 para o América.
Em agosto de 2023, Silvera deixou o Necaxa.

### Santos
Em 30 de agosto de 2023, após deixar o Necaxa em julho, o Santos anunciou a contratação de Maximiliano Silvera, por indicação do técnico Diego Aguirre, assinando um contrato válido até o fim de 2023, com a preferência de renovação para 2024.
Estreou em 8 de outubro, entrando no segundo tempo e foi o autor da assistência para Marcos Leonardo garantir a vitória por 2 a 1 sobre o Palmeiras. Marcou seu primeiro gol em 22 de outubro, na derrota para o Internacional em uma goleada por 7 a 1.

### Peñarol
Após não conseguir se firmar no Santos, no dia 4 de janeiro de 2024, Maxi Silvera foi anunciado pelo Peñarol.

## Estilo de jogo
Maximiliano Silvera é um centroavante de origem, mas pode fazer todas as funções de ataque, chegando até a atuar como ponta em algumas partidas.

## Estatísticas
Atualizado até 9 de novembro de 2024.

### Clubes
| Equipe            | Temporada         | Campeonato nacional | Campeonato nacional | Campeonato nacional | Copa nacional[a] | Copa nacional[a] | Copa nacional[a] | Competições continentais[b] | Competições continentais[b] | Competições continentais[b] | Outros torneios[c] | Outros torneios[c] | Outros torneios[c] | Total | Total | Total   |
| Equipe            | Temporada         | Jogos               | Gols                | Assist.             | Jogos            | Gols             | Assist.          | Jogos                       | Gols                        | Assist.                     | Jogos              | Gols               | Assist.            | Jogos | Gols  | Assist. |
| ----------------- | ----------------- | ------------------- | ------------------- | ------------------- | ---------------- | ---------------- | ---------------- | --------------------------- | --------------------------- | --------------------------- | ------------------ | ------------------ | ------------------ | ----- | ----- | ------- |
| Cerrito           | 2014–15           | 2                   | 0                   | 0                   | —                | —                | —                | —                           | —                           | —                           | —                  | —                  | —                  | 2     | 0     | 0       |
| Cerrito           | 2015–16           | 17                  | 4                   | 0                   | —                | —                | —                | —                           | —                           | —                           | —                  | —                  | —                  | 17    | 4     | 0       |
| Cerrito           | 2016              | 12                  | 0                   | 1                   | —                | —                | —                | —                           | —                           | —                           | —                  | —                  | —                  | 12    | 0     | 1       |
| Cerrito           | 2017              | 32                  | 7                   | 3                   | —                | —                | —                | —                           | —                           | —                           | —                  | —                  | —                  | 32    | 7     | 3       |
| Cerrito           | 2018              | 25                  | 9                   | 0                   | —                | —                | —                | —                           | —                           | —                           | —                  | —                  | —                  | 25    | 9     | 0       |
| Cerrito           | 2019              | 18                  | 5                   | 1                   | —                | —                | —                | —                           | —                           | —                           | —                  | —                  | —                  | 18    | 5     | 1       |
| Cerrito           | 2020              | 20                  | 11                  | 4                   | —                | —                | —                | —                           | —                           | —                           | —                  | —                  | —                  | 20    | 11    | 4       |
| Cerrito           | 2021              | 30                  | 21                  | 3                   | —                | —                | —                | —                           | —                           | —                           | —                  | —                  | —                  | 30    | 21    | 3       |
| Cerrito           | Total             | 156                 | 57                  | 12                  | 0                | 0                | 0                | 0                           | 0                           | 0                           | 0                  | 0                  | 0                  | 156   | 57    | 12      |
| Juárez            | 2021–22           | 14                  | 0                   | 2                   | —                | —                | —                | —                           | —                           | —                           | —                  | —                  | —                  | 14    | 0     | 2       |
| Juárez            | 2022–23           | 10                  | 0                   | 0                   | —                | —                | —                | —                           | —                           | —                           | —                  | —                  | —                  | 10    | 0     | 0       |
| Juárez            | Total             | 24                  | 0                   | 2                   | 0                | 0                | 0                | 0                           | 0                           | 0                           | 0                  | 0                  | 0                  | 24    | 0     | 2       |
| Necaxa            | 2022–23           | 12                  | 1                   | 1                   | —                | —                | —                | —                           | —                           | —                           | —                  | —                  | —                  | 12    | 1     | 1       |
| Necaxa            | 2023–24           | 3                   | 0                   | 0                   | —                | —                | —                | 2                           | 0                           | 0                           | —                  | —                  | —                  | 5     | 0     | 0       |
| Necaxa            | Total             | 15                  | 1                   | 1                   | 0                | 0                | 0                | 2                           | 0                           | 0                           | 0                  | 0                  | 0                  | 17    | 1     | 1       |
| Santos            | 2023              | 12                  | 1                   | 1                   | —                | —                | —                | —                           | —                           | —                           | —                  | —                  | —                  | 12    | 1     | 1       |
| Santos            | Total             | 12                  | 1                   | 1                   | 0                | 0                | 0                | 0                           | 0                           | 0                           | 0                  | 0                  | 0                  | 12    | 1     | 1       |
| Peñarol           | 2024              | 28                  | 8                   | 3                   | 2                | 0                | 1                | 12                          | 6                           | 1                           | —                  | —                  | —                  | 42    | 14    | 5       |
| Peñarol           | Total             | 28                  | 8                   | 3                   | 2                | 0                | 1                | 12                          | 6                           | 1                           | 0                  | 0                  | 0                  | 42    | 14    | 5       |
| Total na carreira | Total na carreira | 235                 | 67                  | 19                  | 2                | 0                | 1                | 14                          | 6                           | 1                           | 0                  | 0                  | 0                  | 251   | 73    | 21      |

- a. ^ Jogos da Copa Uruguay
- b. ^ Jogos da Copa das Ligas e da Copa Libertadores da América
- c. ^ Jogos de outros torneios

## Títulos
Cerrito
- Campeonato Uruguaio – Terceira Divisão: 2015–16[carece de fontes?]
- Campeonato Uruguaio – Segunda Divisão: 2020[34]

Peñarol
- Campeonato Uruguaio: 2024

### Prêmios individuais
- Artilheiro do Campeonato Uruguaio – Segunda Divisão: 2020[5]
- Melhor jogador do Campeonato Uruguaio – Segunda Divisão: 2020[5]
- Artilheiro do Campeonato Uruguaio: 2021[11]
- Seleção do Campeonato Uruguaio: 2021[11]